# Jacek Pigłowski
Jacek Maria Pigłowski (ur. 1948) – polski inżynier chemii. Absolwent Politechniki Wrocławskiej. Od 2009 profesor na Wydziale Chemicznym Politechniki Wrocławskiej.